# SN 1973K
SN 1973K – supernowa odkryta 26 kwietnia 1973 roku w galaktyce A121342-0559. W momencie odkrycia miała maksymalną jasność 19,10m.